# Malte Forssell
Carl Malte Julius Forssell, född 16 december 1959 i Stockholm, är en svensk filmproducent och inspelningsledare. 
Forssell studerade vid Dramatiska Institutets produktionsledarlinje 1986–1989. År 2010 tilldelades han en Guldbagge i kategorin Särskilda insatser med motiveringen "För att oerhört skickligt ha hållit ihop inspelningen i tre världsdelar av filmen Mammut".
Han är son till Lars Forssell.

## Producent i urval
- 1995 – En nämndemans död (TV-serie)
- 1999 – Clinch
- 1999 – Straydogs
- 2001 – Om inte
- 2001 – Syndare i sommarsol
- 2003 – Eiffeltornet
- 2004 – Danslärarens återkomst
- 2004 – Lokalreportern (TV-serie)
- 2005 – Krama mig
- 2013 – Hundraåringen som klev ut genom fönstret och försvann
- 2013 – Wallander – Mordbrännaren
- 2013 – Wallander – Saknaden
- 2013 – Wallander – Sorgfågeln
- 2016 – Hundraettåringen som smet från notan och försvann